# Liste der Nummer-eins-Hits in den Hot 100 Airplay (2005)
Diese Liste enthält alle Nummer-eins-Hits in den Hot 100 Airplay Charts im Jahr 2005. Es handelt sich hierbei um die Charts mit den von den Radiostationen in den USA am häufigsten gespielten Musiktiteln, die vom US-amerikanischen Magazin Billboard veröffentlicht wurden. In diesem Jahr gab es neun Spitzenreiter.
| Singles |
| --- |
| - Mario – Let Me Love You - 11 Wochen (1. Januar – 18. März) - 50 Cent feat. Olivia – Candy Shop - 7 Wochen (19. März – 6. Mai) - The Game feat. 50 Cent – Hate It or Love It - 1 Woche (7. Mai – 13. Mai) - Ciara feat. Ludacris – Oh - 2 Wochen (14. Mai – 27. Mai) - Mariah Carey – We Belong Together - 16 Wochen (28. Mai – 16. September) - Mariah Carey – Shake It Off - 3 Wochen (17. September – 7. Oktober) - Kanye West feat. Jamie Foxx – Gold Digger - 5 Wochen (8. Oktober – 11. November) - Chris Brown – Run It! - 7 Wochen (12. November – 30. Dezember) - Mariah Carey – Don’t Forget About Us - 5 Wochen (31. Dezember 2005 – 3. Februar 2006) |